# Jürgen Westphal (Politiker)

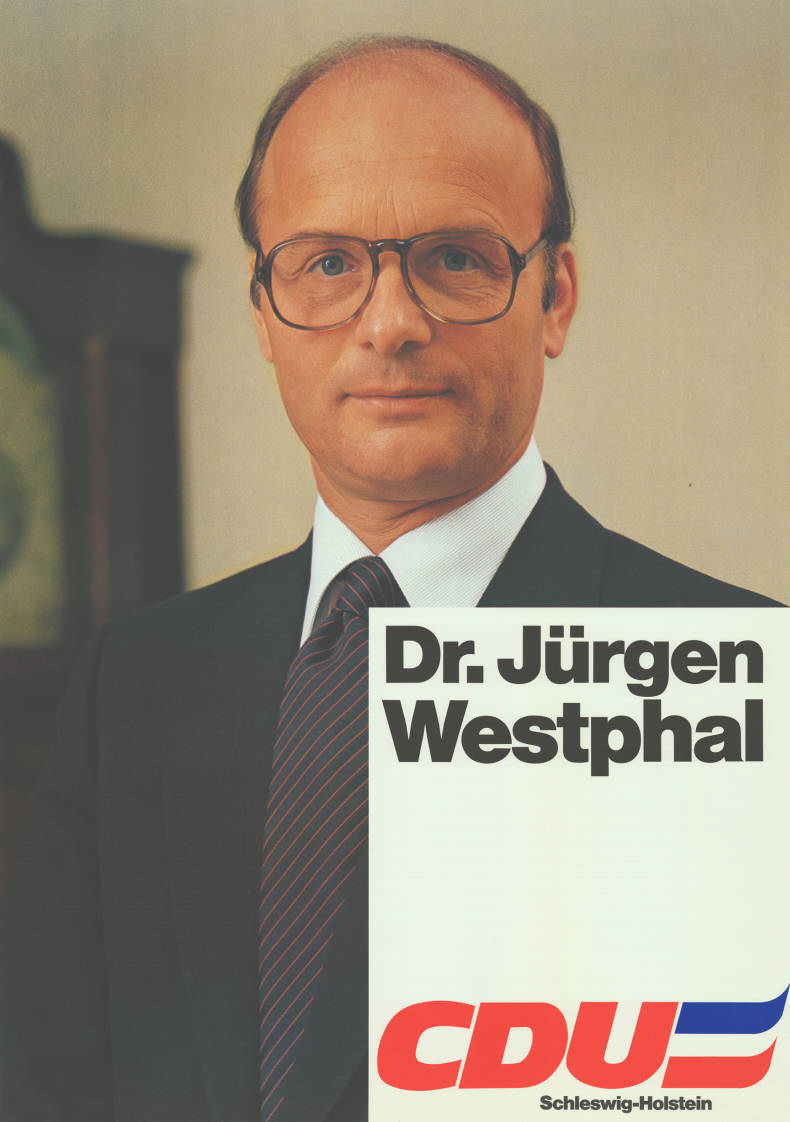
Kandidatenplakat zur Landtagswahl in Schleswig-Holstein 1979

Jürgen Westphal (* 1. Dezember 1927 in Hamburg) ist ein deutscher Politiker (CDU). Er war von 1973 bis 1985 Wirtschaftsminister des Landes Schleswig-Holstein. Später war er maßgeblich an der Gründung der Nordischen Universität in Flensburg beteiligt.

## Leben und Beruf
Nach dem Abitur 1947 in Hamburg absolvierte Westphal ein Studium der Rechtswissenschaft in Hamburg und Nancy, welches er mit dem ersten juristischen Staatsexamen beendete. 1954 erfolgte seine Promotion zum Dr. jur. an der Universität Hamburg mit der Arbeit "Betriebliche Ruhegelder bei veränderten wirtschaftlichen Verhältnissen des Unternehmens". Nach Ableistung des Referendariats bestand er 1956 das zweite juristische Staatsexamen und war anschließend bis 1958 als wissenschaftlicher Assistent am Institut für Luftrecht und Weltraumrechtsfragen an der Universität zu Köln tätig. Danach war Westphal bis 1970 Chefsyndikus der Blohm + Voss AG und gleichzeitig als Rechtsanwalt in Hamburg zugelassen. Von 1970 bis 1973 gehörte er dem Vorstand der HADAG Seetouristik und Fährdienst AG in Hamburg an.
Jürgen Westphal ist verheiratet und hat vier Kinder. Er engagiert sich seit 1971 im Rotary Club Hamburg-Wandsbek.

## Partei
Am 2. Februar 1944 beantragte er die Aufnahme in die NSDAP und wurde zum 20. April desselben Jahres aufgenommen (Mitgliedsnummer 9.723.730). Seit 1961 ist Westphal Mitglied der CDU. Ab 1975 war er lange Jahre Vorsitzender des CDU-Kreisverbandes Pinneberg.

## Abgeordneter
Von 1966 bis 1973 gehörte Westphal der Hamburgischen Bürgerschaft an und war hier von 1969 bis 1973 stellvertretender Vorsitzender der CDU-Bürgerschaftsfraktion.
Von 1975 bis zu seiner Mandatsniederlegung am 16. Dezember 1985 war Westphal Mitglied des Landtages von Schleswig-Holstein. Er ist stets als direkt gewählter Abgeordneter des Wahlkreises Pinneberg in den Landtag eingezogen.

## Öffentliche Ämter
Am 29. Januar 1973 wurde Westphal als Minister für Wirtschaft und Verkehr in die von Ministerpräsident Gerhard Stoltenberg geführte Landesregierung von Schleswig-Holstein berufen. Dieses Amt behielt er auch unter dessen seit Oktober 1982 amtierenden Nachfolger Uwe Barschel. Am 16. Dezember 1985 schied Westphal aus der Landesregierung aus. Westphal war von 1999 bis zum 30. November 2007 Richter am Hamburgischen Verfassungsgericht.

## Auszeichnungen
- 1978: Großes Bundesverdienstkreuz
- 1981: Großes Bundesverdienstkreuz mit Stern
- 2007: Bürgermeister-Stolten-Medaille